# 凛冬的寒风
《凛冬的寒风》（英語：The Winds of Winter），是喬治·R·R·馬丁創作的《冰與火之歌》的第六部曲。前部作品《與龍共舞》並未完全按照作者本來的意圖完成，其中欠缺了至少一個大型戰鬥場景，還留下多個線索未能了結。因此，作者計劃在此部作品開頭，就解決這些問題。 實際上，喬治·馬丁已經在自己的網站上傳了一段，將會出現在這部作品中，有關亚莲恩·马泰尔的情節，此外异鬼的出現頻率也會增多。

## 寫作過程
本書原來預計在2014至2018年間出版。2018年4月，喬治·馬丁宣佈他將在這年11月20日出版坦格利安家族史《血與火》，而《寒冬冽風》則不會在2018年出版。2019年4月3日，马丁在《权力的游戏》第八季纽约首映式上接受《今夜娱乐》（Entertainment Tonight）记者采访时，表示卷六的写作“最近进展非常好”。针对网上有关卷六与卷七都已完成，但因与HBO和《权力的游戏》编剧有协议而故意不出版的传言，马丁5月3日在个人博客上予以驳斥，声称卷六尚未完成，而卷七还没有开写。5月21日，为了感谢新西兰航空的免费参加在惠灵顿举行的2020世界科幻展（Worldcon）之邀，马丁在博客上声明，如果届时自己没能在新西兰参展时，拿出卷六的书来，就“正式书面批准将我囚禁在白岛硫酸湖边的小屋里，直到写完为止”。
2022年3月，馬丁提到該進展在2021年比2020年來得少，同時也強調雖然「少」而不是「毫無進展」，之後亦聲明《寒冬冽風》的內容比前作《劍刃風暴》和《與龍共舞》來得多。以及意識到「維斯特洛大陸」世界觀比《寒冬冽風》內容來得多，並跨遍到各種書籍、電視劇以及動畫等衍生產品。
2022年10月25日，馬丁在《荷伯報到》節目提及，寫作進展大約已到四分之三。
2023年11月，马丁表示自己过去一年所写页数与前一年持平，并称自己“正在努力”。

## 外部連結
- 官方网站，作者本人的官方網站
- Not A Blog: George R. R. Martin's Livejournal （页面存档备份，存于）